# Вестейнде (Зутервауде)
Весте́йнде (нід. Westeinde) — присілок у провінції Південна Голландія, Нідерланди. Підпорядковується муніципалітету Зутервауде. Назву присілка можна перекласти українською як «Західний кінець».

## Географія
Село Вестейнде розташоване за 2 км на захід від містечка Зутервауде-Дорп і є найзахіднішим населеним пунктом муніципалітету.
До села веде тупикова (для автомобілів) дорога Вестейндсевег (нід. Westeindeseweg, укр. Вестейндський шлях), яка пролягає від шосе N206. Наприкінці Вестейндсевегу лежить пташиний заповідник Вестейнде. Саме село розташоване в центрі так званого Великого Вестейндського польдеру (нід. Grote Westeindse Polder).

## Заповідник Вестейнде
Пташиний заповідник Вестейнде розташований між однойменним присілком, селом Стомпвейк і шосе А4, у Великому Вестейндському польдері. Заповідник займає площу усього 0,2 км², але є місцем гніздування багатьох видів птахів, зокрема, куликів-сорок, чайок, грициків, коловодників та інших прибережних птахів.

## Галерея

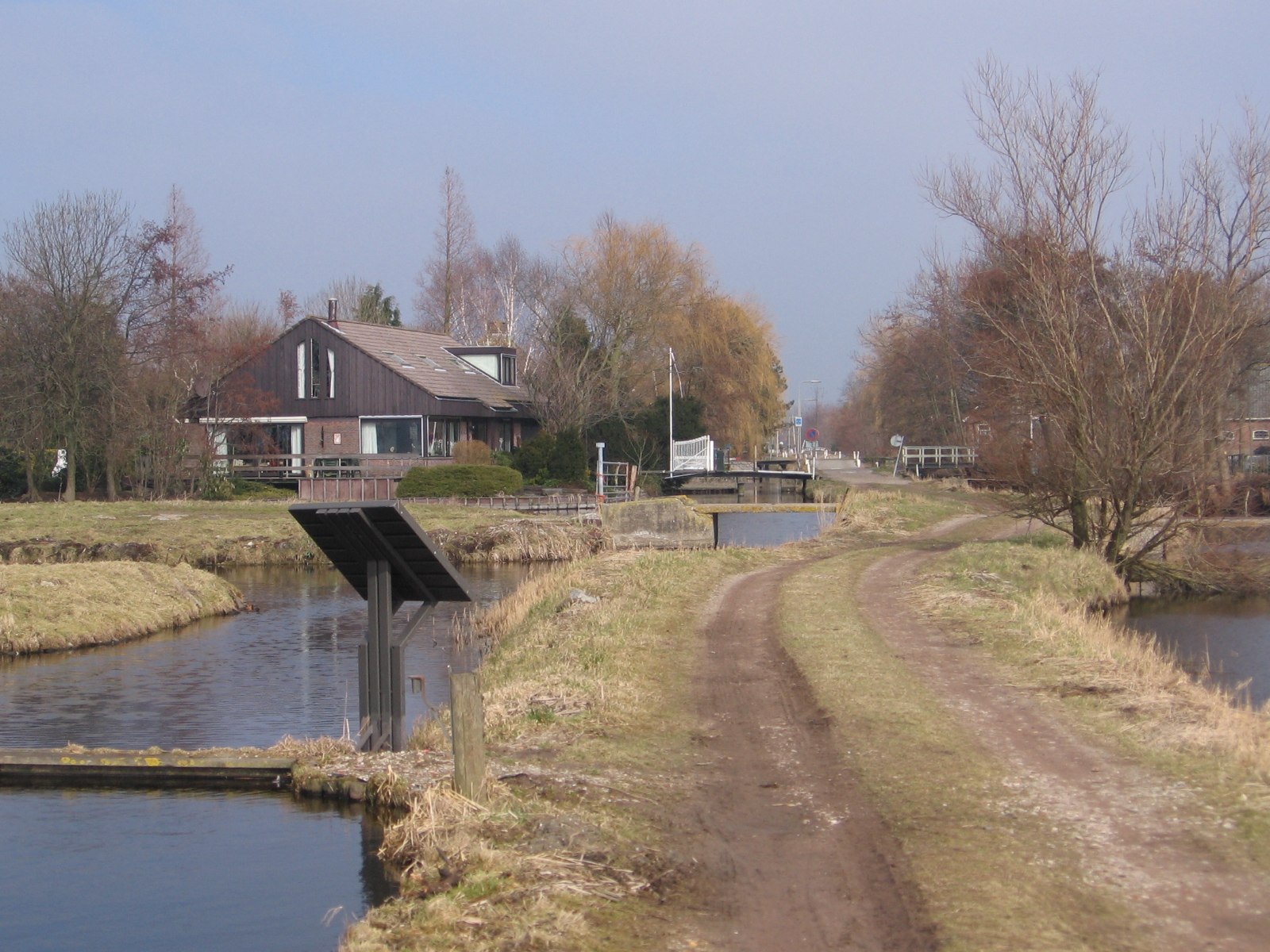
Вестейнде
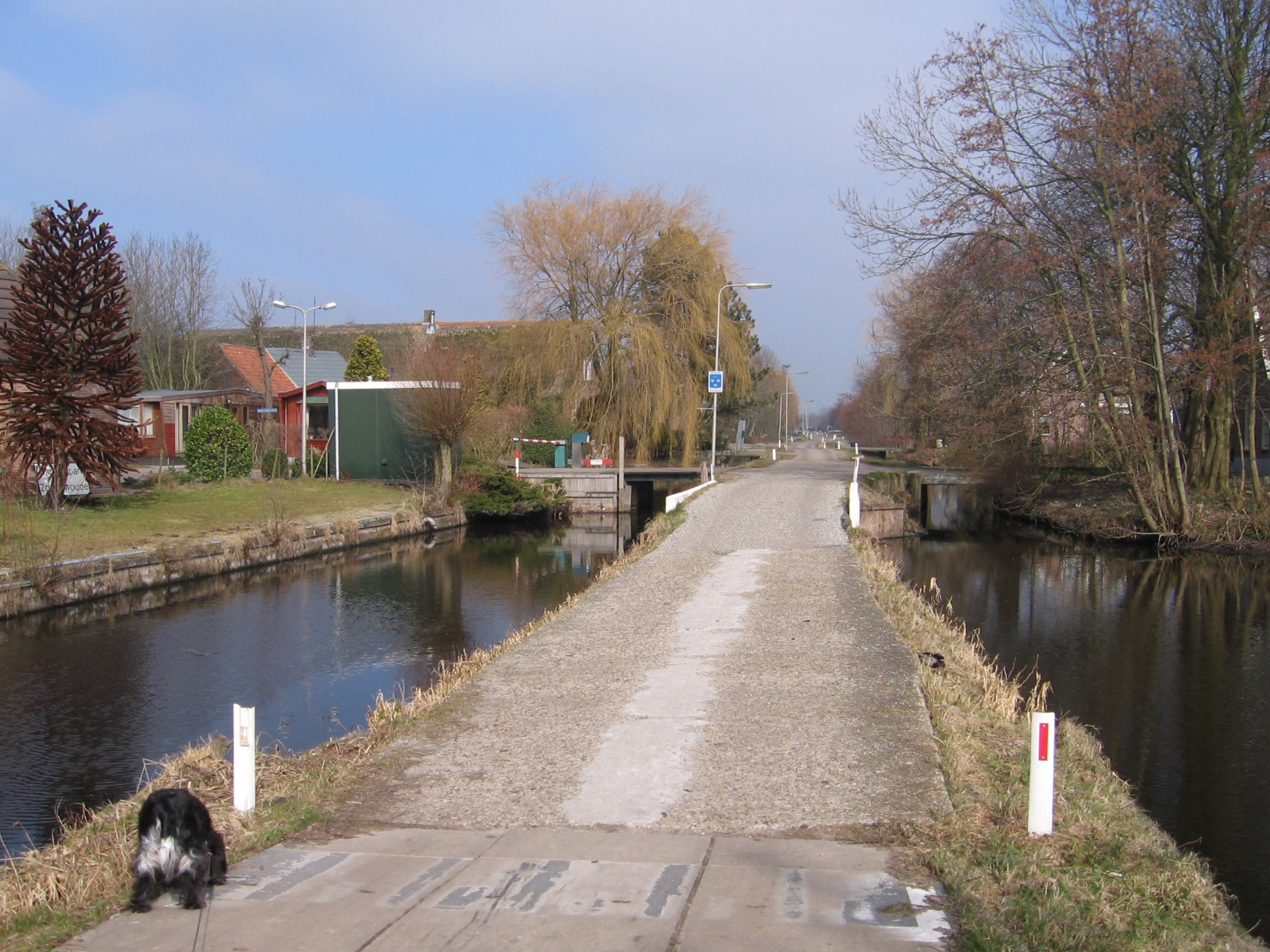
Шлях на Вестейнде
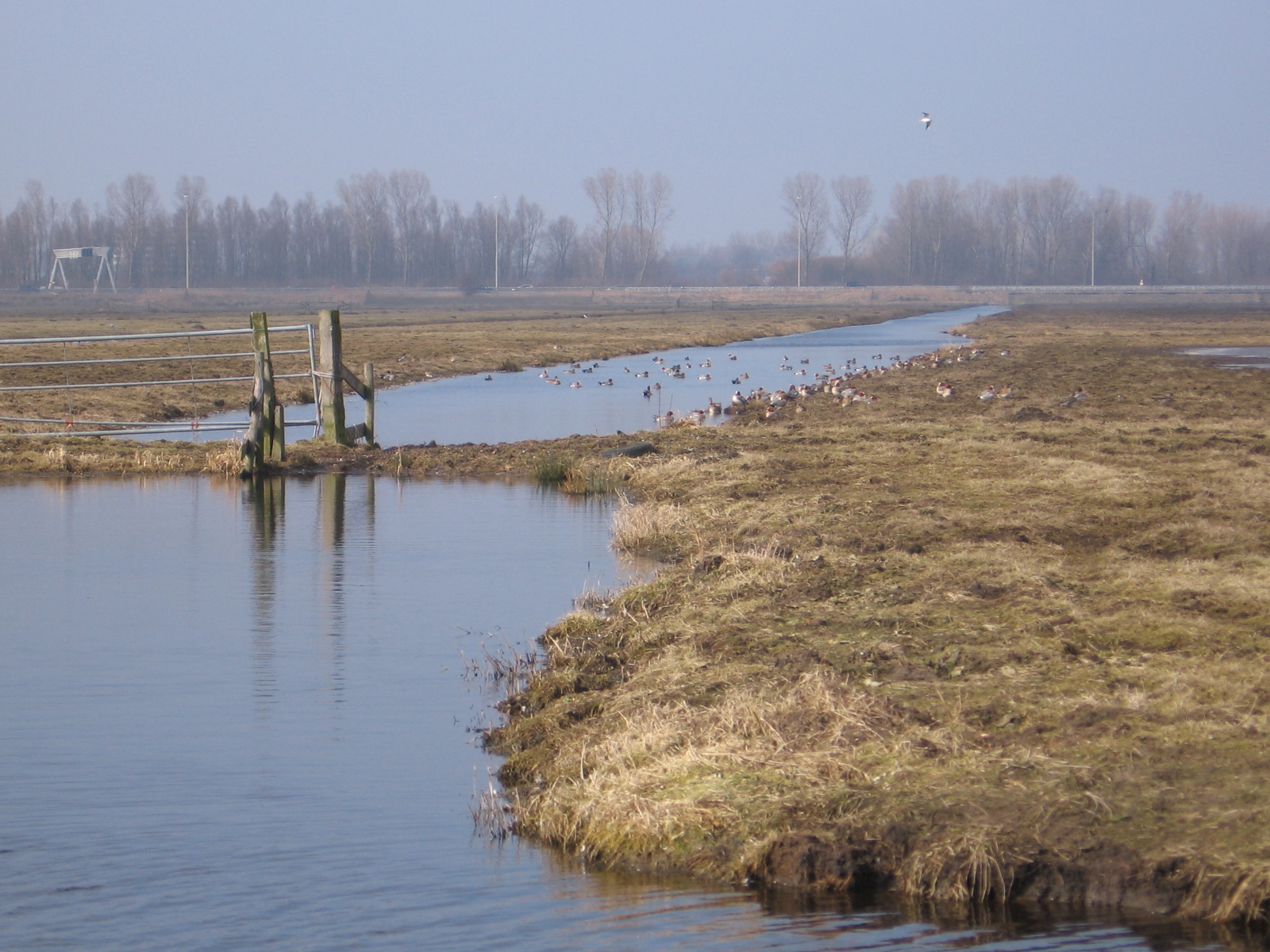
Пташиний заповідник